# Блюм, Клара
Клара Блюм (нем. Klara Blum, в конце жизни известна также как Чжу Байла́нь, кит. трад. 朱白蘭, упр. 朱白兰, пиньинь Zhũ Báilán, нем. Dshu Bai-lan;27 ноября 1904 — 4 мая 1971) — австрийская, советская и китайская поэтесса, прозаик и переводчица
 еврейского происхождения, известна также как журналистка и педагог. Писала на немецком языке.

## Биография
Дочь Йозефа Блюма (1850—1934), еврейского землевладельца, с 1911 г. депутата буковинского ландтага, и его жены Ципры Машлер-Блюм, урождённой Канер (1876—1937). С 1913 г., в результате развода родителей, жила с матерью в Вене, где окончила гимназию. В 1923 г. начала изучать психологию под руководством Альфреда Адлера, но по финансовым причинам вскоре прекратила обучение. Усвоив в семье сионистские взгляды, много публиковалась как журналист и публицист в буковинской региональной сионистской газете Ostjüdische Zeitung, сотрудничала также с другими еврейскими германоязычными периодическими изданиями — Menorah (Вена), Jüdische Rundschau (Берлин) и др. Работала также референтом по культуре в венском отделении Поалей Цион. В 1929 г. после кратковременной поездки в Палестину вступила в Социал-демократическую партию Австрии, примкнув к её левому крылу, и начала активно печататься в её органе Arbeiter-Zeitung, главным образом со статьями о необходимости социалистических преобразований в жизни женщин. В 1933 г. вступила в Коммунистическую партию Австрии.
В 1934 г. стихотворение Блюм «Баллада о покорности» (нем. Die Ballade vom Gehorsam) получило премию Международного объединения революционных писателей — двухмесячную поездку в СССР для автора. Решив остаться в СССР, Блюм в 1935 году приняла советское гражданство, некоторое время работала в Библиотеке иностранной литературы. Публиковала, прежде всего в московском немецком журнале «Das Wort», стихи, статьи и рецензии (в том числе одну из первых рецензий на роман Анны Зегерс «Спасение»). В переводе Блюм на немецкий язык печатались, в частности, стихи Тараса Шевченко, Аврома Суцкевера, Льва Квитко, Самуила Галкина, Константина Симонова, Семёна Гудзенко. В 1938 г. она была принята в немецкую секцию Союза писателей СССР, с членами которой, однако, вскоре вступила в затяжной конфликт, завершившийся исключением. В 1939 г. выпустила первую книгу стихов «Ответ» (нем. Die Antwort), за ней в 1940 г. последовала книга «Стихи» (в переводе на русский язык П. Железнова, М. Замаховской и др.).
После вступления СССР во Вторую мировую войну активно участвовала в создании пропагандистской антифашистской поэзии на немецком языке, выступала по радио с обращениями к немецким солдатам. Жила в эвакуации в Казани, выпустила книги стихов «Мы решаем всё» (нем. Wir entscheiden alles, 1941), «Дунайские баллады» (нем. Donauballaden, 1942), «Поле битвы и земной шар» (нем. Schlachtfeld und Erdball, 1944). В то же время в 1943 г. написанная для журнала «Интернациональная литература» статья Блюм о еврейском народе как первоочередной жертве фашизма и о вкладе советских солдат еврейского происхождения была запрещена к публикации советской цензурой.
В 1937 г. Клара Блюм познакомилась в Москве с китайским театральным режиссёром Чжу Жанчэном и полюбила его. Их отношения продлились несколько месяцев, после чего в апреле 1938 г. Чжу Жанчэн был выслан из Москвы в Китай, однако до Китая так и не добрался (как выяснилось впоследствии, он был репрессирован и погиб в 1943 году в Сибири). По окончании Второй мировой войны Блюм добилась разрешения выехать в Китай на его поиски. В 1945 г. она покинула Москву и через Европу, с остановками в Варшаве, Праге, Будапеште и Париже, в конце концов добралась в 1947 г. до Шанхая, где некоторое время разыскивала Чжу; в этот период с ней познакомился Валерий Перелешин, который перевёл одно стихотворение Блюм на русский язык.
Из Шанхая Блюм направилась в Пекин, затем в Нанкин, где в 1952 г. заняла место профессора немецкого языка и литературы в Нанкинском университете. В 1954 г. получила гражданство КНР, взяв имя Чжу Байлань (байлань переводится с китайского как «белая орхидея»). С 1957 г. преподавала в Гуанчжоу. Публиковалась в ГДР. Написала роман «Пастух и ткачиха» (нем. Der Hirte und die Weberin, 1951), основанный на китайской легенде, но подразумевавший и любовную историю Блюм и Чжу Жанчэна; книгу высоко оценил Лион Фейхтвангер. Опубликовала также сборник рассказов «Песня Гонконга» (нем. Das Lied von Honkong, 1959) и книгу стихов «Далёкий путь» (нем. Der weite Weg, 1960), изучала и собирала китайский фольклор, написав, в частности, послесловие к немецкому переводу сборника китайских сказок «Духи Жёлтой реки» (1955). Переводила на немецкий язык стихи Мао Цзэдуна.
Том избранных сочинений и писем Блюм издан в Австрии в 2001 г. В 2008 г. улица в Вене названа её именем (нем. Klara-Blum-Gasse).